# Marathon van Amsterdam 2017
De marathon van Amsterdam 2017 vond plaats op zondag 15 oktober 2017 in Amsterdam, onder de naam TCS Amsterdam Marathon. Het was de 42e editie van deze marathon. Het evenement deed tevens dienst als Nederlands kampioenschap op de marathon. De omstandigheden waren vanwege de zonnige en vrij warme omstandigheden (21 graden) niet optimaal, maar desondanks werden er goede tijden gelopen.
De wedstrijd werd bij de mannen gewonnen door de Keniaan Lawrence Cherono, die met zijn finishtijd van 2:05.09 het parcoursrecord verbeterde. In de sprint won Cherono van zijn landgenoot Norbert Kigen (2:05.10). Abraham Kiptum (2:05.26) maakte het Keniaanse podium compleet. Ook de nummers vier en vijf wisten binnen de 2:06 te finishen. Door deze prestaties steeg Amsterdam van plaats acht naar plaats zes op de lijst van snelste marathonsteden, voorbij Boston en Frankfurt.
Bij de vrouwen won de Ethiopische Tadelech Bekele de wedstrijd in 2:21.53, voor Gladys Chesir en Azmera Abreha. De Nederlandse titel bij de mannen werd veroverd door Abdi Nageeye in 2:08.16, die met deze tijd het oude Nederlandse record uit 2007 van Kamiel Maase verbeterde.
Naast de hele marathon kende het evenement ook een halve marathon, 8 km en diverse kinderlopen.

## Uitslagen

### Marathon
Mannen
| rang   | naam                  | land | tijd    |
| ------ | --------------------- | ---- | ------- |
| Goud   | Lawrence Cherono      | KEN  | 2:05.09 |
| Zilver | Norbert Kigen         | KEN  | 2:05.10 |
| Brons  | Abraham Kiptum        | KEN  | 2:05.26 |
| 4      | Mule Wasihun          | ETH  | 2:05.39 |
| 5      | Amos Kipruto          | KEN  | 2:05.43 |
| 6      | Laban Korir           | KEN  | 2:07.01 |
| 7      | Stephen Chebogut      | KEN  | 2:07.30 |
| 8      | Tesfaye Abera         | ETH  | 2:07.39 |
| 9      | Abdi Nageeye          | NED  | 2:08.16 |
| 10     | Joseph Aperumoi       | KEN  | 2:08.26 |
| 11     | Seboka Bira           | ETH  | 2:08.51 |
| 12     | Hillary Kipsambu      | KEN  | 2:09.28 |
| 13     | Mohamed Aychew        | SUD  | 2:09.40 |
| 14     | Luka Rotich           | KEN  | 2:09.42 |
| 15     | Augustino-Paule Sulle | TAN  | 2:10.01 |
| 16     | Yitayal Atnafu        | ETH  | 2:10.15 |
| 17     | Abu Geleta            | ETH  | 2:10.51 |
| 18     | Meshack Koech         | TAN  | 2:12.04 |
| 19     | Jackson Kiprop        | UGA  | 2:12.45 |
| 20     | Ezekiel Chepkorom     | UGA  | 2:13.13 |

Vrouwen
| rang   | naam            | land | tijd    |
| ------ | --------------- | ---- | ------- |
| Goud   | Tadelech Bekele | ETH  | 2:21.53 |
| Zilver | Gladys Chesir   | KEN  | 2:24.50 |
| Brons  | Azmera Abreha   | ETH  | 2:25.23 |
| 4      | Viola Kibiwot   | KEN  | 2:25.32 |
| 5      | Caroline Rotich | KEN  | 2:26.26 |
| 6      | Megertu Ifa     | ETH  | 2:28.54 |
| 7      | Kuftu Tahir     | ETH  | 2:31.27 |
| 8      | Tejitu Daba     | BRN  | 2:31.31 |
| 9      | Giovanna Epis   | ITA  | 2:32.30 |
| 10     | Failuna Matanga | TAN  | 2:34.12 |

### NK
Mannen
| rang   | naam           | land | tijd    |
| ------ | -------------- | ---- | ------- |
| Goud   | Abdi Nageeye   | NED  | 2:08.16 |
| Zilver | Edwin de Vries | NED  | 2:19.36 |
| Brons  | Mark Muller    | NED  | 2:33.35 |

Vrouwen
| rang   | naam            | land | tijd    |
| ------ | --------------- | ---- | ------- |
| Goud   | Mireille Baart  | NED  | 2:44.21 |
| Zilver | Saffira Kiewiet | NED  | 3:01.41 |
| Brons  | Marije Geurtsen | NED  | 3:03.03 |

1975 ·
1976 ·
1977 ·
1978 ·
1979 ·
1980 ·
1981 ·
1982 ·
1983 ·
1984 ·
1985 ·
1986 ·
1987 ·
1988 ·
1989 ·
1990 ·
1991 ·
1992 ·
1993 ·
1994 ·
1995 ·
1996 ·
1997 ·
1998 ·
1999 ·
2000 ·
2001 ·
2002 ·
2003 ·
2004 ·
2005 ·
2006 ·
2007 ·
2008 ·
2009 ·
2010 ·
2011 ·
2012 ·
2013 ·
2014 ·
2015 ·
2016 ·
2017 ·
2018 ·
2019 ·
2020 ·
2021 ·
2022 ·
2023 ·
2024 ·
2025